# العلاقات السنغالية الغواتيمالية
العلاقات السنغالية الغواتيمالية هي العلاقات الثنائية التي تجمع بين السنغال وغواتيمالا.

## مقارنة بين البلدين
هذه مقارنة عامة ومرجعية للدولتين:
| وجه المقارنة                                              | السنغال                                              | غواتيمالا       |
| --------------------------------------------------------- | ---------------------------------------------------- | --------------- |
| المساحة (كم2)                                             | 196.72 ألف                                           | 108.89 ألف      |
| عدد السكان (نسمة)                                         | 15.85 مليون                                          | 17.26 مليون     |
| الكثافة السكانية (ن./كم²)                                 | 80.57                                                | 158.51          |
| العاصمة                                                   | داكار                                                | غواتيمالا       |
| اللغة الرسمية                                             | لغة فرنسية، اللغة الولوفية، باديارا ‏، اللغة البلنتية | اللغة الإسبانية |
| العملة                                                    | فرنك غرب أفريقي                                      | كتزال غواتيمالي |
| الناتج المحلي الإجمالي (بليون دولار)                      | 16.37 مليار                                          | 75.62 مليار     |
| الناتج المحلي الإجمالي (تعادل القوة الشرائية) بليون دولار | 36.62 مليار                                          | 126.21 مليار    |
| الناتج المحلي الإجمالي الاسمي للفرد دولار أمريكي          | 899                                                  | 3.90 ألف        |
| الناتج المحلي الإجمالي للفرد دولار أمريكي                 | 2.33 ألف                                             | 7.45 ألف        |
| مؤشر التنمية البشرية                                      | 0.466                                                | 0.627           |
| رمز المكالمات الدولي                                      | +221                                                 | +502            |
| رمز الإنترنت                                              | .sn                                                  | .gt             |
| المنطقة الزمنية                                           | 00                                                   | 00              |

## منظمات دولية مشتركة
يشترك البلدان في عضوية مجموعة من المنظمات الدولية، منها:
| علم المنظمة | اسم المنظمة                               | تاريخ انضمام السنغال | تاريخ انضمام غواتيمالا |
| ----------- | ----------------------------------------- | -------------------- | ---------------------- |
|             | منظمة الشرطة الجنائية الدولية             | ?                    | ?                      |
|             | منظمة التجارة العالمية                    | ?                    | ?                      |
|             | البنك الدولي للإنشاء والتعمير             | 31 أغسطس 1962        | 28 ديسمبر 1945         |
|             | منظمة حظر الأسلحة الكيميائية              | ?                    | ?                      |
|             | مؤسسة التنمية الدولية                     | 31 أغسطس 1962        | 27 أبريل 1961          |
|             | الأمم المتحدة                             | 28 سبتمبر 1960       | 21 نوفمبر 1945         |
|             | يونسكو                                    | 10 نوفمبر 1960       | 2 يناير 1950           |
|             | الاتحاد البريدي العالمي                   | ?                    | ?                      |
|             | المركز الدولي لتسوية المنازعات الاستشارية | 21 مايو 1967         | 20 فبراير 2003         |
|             | مؤسسة التمويل الدولية                     | 31 أغسطس 1962        | 20 يوليو 1956          |
|             | الاتحاد الدولي للاتصالات                  | 15 نوفمبر 1960       | 10 يوليو 1914          |
|             | وكالة ضمان الاستثمار متعدد الأطراف        | 12 أبريل 1988        | 11 يوليو 1996          |

## وصلات خارجية
- موقع وزارة الخارجية السنغالية
- موقع وزارة الخارجية الغواتيمالية